# Куэйд, Рэнди
Рэндалл Руди «Рэнди» Куэйд (англ. Randall Rudy «Randy» Quaid, род. 1 октября 1950 года) — американский актёр, лауреат премии «Золотой глобус».

## Биография
Рэнди Куэйд родился 1 октября 1950 года. Образование получил в Хьюстонском университете по специальности драматическое искусство.
В кино он начал сниматься, ещё будучи студентом, дебютировав в фильме Питера Богдановича «Последний киносеанс» (1971). Это была первая из нескольких ролей, которые Куэйд ещё сыграет у режиссёра Богдановича.
Рэнди Куэйд известен как талантливый разносторонний актёр театра и кино. За роль в фильме «Последний наряд» (1973) актёр выдвигался на «Оскар», а за исполнение роли Линдона Джонсона в телефильме «Джонсон: Ранние годы» (1987) он стал лауреатом «Золотого глобуса». За свою более чем 30-летнюю кинокарьеру Рэнди появился в более чем 90 кинофильмах.
Младший брат Рэнди, Деннис Куэйд, — тоже актёр. Джек Куэйд, сын Денниса и племянник Рэнди, также стал актёром. Корбетт Так, кузина Рэнди, также является актрисой.

## Избранная фильмография
| Год  |    | Русское название                                                          | Оригинальное название                                 | Роль                         |
| ---- | -- | ------------------------------------------------------------------------- | ----------------------------------------------------- | ---------------------------- |
| 1971 | ф  | Последний киносеанс                                                       | The Last Picture Show                                 | Лестер Марлоу                |
| 1972 | ф  | В чём дело, док?                                                          | What’s Up, Doc?                                       | профессор Хоскит             |
| 1973 | ф  | Последний наряд                                                           | The Last Detail                                       | Ларри Медоуз                 |
| 1975 | ф  | Побег                                                                     | Breakout                                              | Хокинс                       |
| 1976 | ф  | Излучины Миссури                                                          | The Missouri Breaks                                   | Малыш Тодд                   |
| 1978 | ф  | Полуночный экспресс                                                       | Midnight Express                                      | Джимми Бут                   |
| 1986 | ф  | Дух мщения                                                                | The Wraith                                            | шериф Лумис                  |
| 1989 | ф  | Странные родители                                                         | Parents                                               | Ник Лемль                    |
| 1989 | ф  | Рождественские каникулы                                                   | Christmas Vacation                                    | кузен Эдди                   |
| 1990 | ф  | Дни грома                                                                 | Days of Thunder                                       | Тим Дэланд                   |
| 1990 | ф  | Быстрые перемены                                                          | Quick Change                                          | Лумис                        |
| 1992 | тф | Франкенштейн                                                              | Frankenstein                                          | монстр                       |
| 1993 | мс | Шоу Рена и Стимпи                                                         | The Ren and Stimpy Show                               | папа Энтони                  |
| 1994 | ф  | Газета                                                                    | Paper                                                 | Майкл Макдугал               |
| 1995 | ф  | Прощай, любовь                                                            | Bye Bye Love                                          | Вик Дамико                   |
| 1995 | с  | Легенды севера                                                            | Aventures dans le Grand Nord                          | Вип                          |
| 1996 | ф  | День независимости                                                        | Independence Day                                      | Рассел Кейс                  |
| 1996 | ф  | Заводила                                                                  | Kingpin                                               | Ишмаил Бург                  |
| 1997 | ф  | Каникулы в Вегасе                                                         | Vegas Vacation                                        | кузен Эдди                   |
| 1998 | ф  | Ливень                                                                    | Hard Rain                                             | шериф Майк Коллинз           |
| 1998 | тф | Отпущение грехов                                                          | Last Rites                                            | Джереми Диллон               |
| 1999 | ф  | Панки                                                                     | P.U.N.K.S.                                            | Пэт Атли                     |
| 1999 | тф | Страна фей                                                                | The Magic Legend Of Leprechauns                       | Джек Вудс                    |
| 2000 | с  | Волшебный мир Дисней                                                      | The Wonderful World of Disney                         | президент А. Тортон Осгуд II |
| 2000 | ф  | Приключения Рокки и Буллвинкля                                            | The Adventures of Rocky and Bullwinkle                | Каппи фон Трапмент           |
| 2001 | ф  | Недетское кино                                                            | Not Another Teen Movie                                | мистер Бриггз                |
| 2002 | ф  | Приключения Плуто Нэша                                                    | The Adventures of Pluto Nash                          | Бруно                        |
| 2003 | тф | Рождественские каникулы 2: Приключения кузена Эдди на необитаемом острове | Christmas Vacation 2: Cousin Eddie’s Island Adventure | кузен Эдди                   |
| 2004 | мф | Не бей копытом                                                            | Home on the Range                                     | Аламеда Слим                 |
| 2004 | тф | День катастрофы                                                           | Category 6: Day of Destruction                        | Томми Диксон                 |
| 2005 | ф  | Горбатая гора                                                             | Brokeback Mountain                                    | Джо Агирре                   |
| 2005 | ф  | Ледяной урожай                                                            | The Ice Harvest                                       | Билл Джерард                 |
| 2005 | с  | День катастрофы 2                                                         | Category 7: The End of the World                      | Томми Диксон                 |
| 2006 | ф  | Призраки Гойи                                                             | Goya’s Ghosts                                         | Карл IV                      |
| 2008 | ф  | Реальное время                                                            | Real Time                                             | Рубан                        |
| 2008 | ф  | Гари, тренер по теннису                                                   | Balls Out: Gary the Tennis Coach                      | тренер Лью Таттл             |
| 2018 | ф  | —                                                                         | Weight                                                | Гордон                       |